# 提前選舉
提前選舉又称闪电大选（Snap election），是時間早於預期和任期之內舉行的選舉，多出現在議會制國家。一般來說是由首相或總理行使其權力，向作為虛位元首的君主或總統提出舉行選舉的日期，君主或總統之後便同意請求，其後宣布解散議會和宣布選舉日期。提前選舉不適用於憲政或法律上設立固定任期的國家。
宣布提前選舉的權力通常在於現任執政黨者，因此它們通常會導致已經掌權的執政黨在有利時間增加自己政黨的優勢，以爭取更多的議席繼續執政。但亦可能適得其反，使原本執政黨失去多數優勢甚至落敗，不過即使落敗亦可以減少議席的損失。

## 優點
- 代表民意轉向，民眾可以通過選舉投票表達訴求。
- 執政黨若贏得選舉可以延續執政，反對黨亦有機會增加議席。

## 缺點
- 基於政治利益的操作，執政黨透過提前大選希望增加議席以減少反對黨的制約，反對黨亦可以通過不信任動議逼使執政黨提前大選。
- 首相或總理基於自己和執政黨的政治利益而提前舉行選舉，頻繁提前舉行會導致政治不穩定。

## 澳洲
- 2010年澳大利亚联邦大选
- 2016年澳大利亚联邦大选

## 歐洲

### 英國
- 1983年英國大選
- 1987年英國大選
- 2001年英國大選
- 2005年英國大選
- 2017年英國大選
- 2019年英國大選

### 意大利
- 2008年意大利大選
- 2013年意大利大選
- 2022年意大利大選

### 奧地利
- 2019年因通俄門而解散聯合政府，組建中立的官僚內閣和提前大選。

### 西班牙
- 2016年西班牙大選，因為沒有一個政黨獲得足夠多數以組建政府，導致聯合政府的創建談判停滯不前[1]。最終重新選舉以產生新的政府[2][3]。
- 2019年4月西班牙大選，預算案未過[4][5]。
- 2019年11月西班牙大選，前次大選談判破裂，有議席優勢但處於少數政府的工人社會黨未能與其他政黨達成協議而提前舉行大選。

### 法国
- 2024年法国立法选举

## 以色列
- 2015年以色列議會選舉
- 2019年9月以色列議會選舉
- 2020年以色列議會選舉
- 2021年以色列議會選舉
- 2022年以色列議會選舉

## 加拿大
- 2006年加拿大聯邦大選
- 2008年加拿大聯邦大選
- 2011年加拿大聯邦大選
- 2021年加拿大聯邦大選